# Orwa Nyrabia
Orwa Nyrabia (en árabe: عروة النيربية‎‎; 16 de diciembre de 1977 (47 años) es un  documentalista, productor, realizador, director sirio, defensor de derechos humanos; y, cofundador de DOX BOX Festival Internacional de Cine Documental en Siria. Nyrabia reside en Berlín, Alemania, desde fines de 2013

## Educación y carrera
Se graduó con un grado en actuación por el Instituto Superior de Artes Dramáticas, en Damasco, Siria. De 1997 a 2002, escribió regularmente para el diario libanés As-Safir. En 2004, protagonizó con Yousry Nasrallah el filme "La Puerta del Sol". Esa película, una adaptación de la novela de Elias Khoury del mismo nombre, estrenada en el Festival de Cannes 2004. Nyrabia también trabajó en varios largometrajes como primer asistente de dirección.
Se entrenó como productor de cine en el Instituto Nacional del Audiovisual (INA/Sorbona) en Francia. En 2002, fue cofundador de Proaction Films, la primera compañía independiente de producción y distribución de películas en Siria. Él y su compañera y esposa, Diana El Jeiroudi, lanzaron DOX BOX a principios de 2008. El festival internacional de documentales se convirtió rápidamente en la reunión más importante de documentales en el Mundo árabe. El festival comenzó con proyecciones en los cines de Damasco, pero a partir de 2009 las proyecciones se ampliaron a otras ciudades sirias, incluyendo Homs y Tartús. Junto con el festival anual, se ofrecieron muchos talleres y actividades a los jóvenes cineastas sirios. La quinta edición del festival, de marzo de 2012, se canceló en protesta por la represión del gobierno sirio contra manifestantes durante la levantamiento sirio en curso. En cambio, Nyrabia abogó para que las películas documentales sirias se exhibiesen en festivales de todo el mundo en lo que se denominó el "Día Mundial Dox Box". El objetivo, según el sitio web de DOX BOX, era mostrar "cómo la pobreza, la opresión y el aislamiento no impiden que los humanos sean espectacularmente valientes, obstinados y dignos." Su trabajo con DOX BOX le valió a él y a su pareja, Diana El Jeiroudi, varios premios, incluido el Katrin Cartlidge Award y el Premio Europeo de Documentales, en 2012.
La más importante, de las películas producidas por Nyrabia, fue el documental de 2008 "Muñecas, una mujer de Damasco", por Diana El Jeiroudi, cineasta siria y socia de Nyrabia; la película se proyectó en más de 40 países de todo el mundo, en televisión, en festivales y exposiciones de arte.
En 2013, mientras residía en Egipto, Nyrabia produjo el documental "Retorno a Homs", con el director sirio Talal Derki, y la película se convirtió en la primera película del Mundo árabe para abrir el prestigioso "Festival internacional del filme documental de Ámsterdam (IDFA), en noviembre de 2013, Retorno a Homs ganó muchos premios, incluido el Gran Premio del Jurado de Festival de cine de Sundance 2014.
En 2014, fue uno de los productores de la aclamada película Agua de plata, autorretrato de Siria, dirigido por un experimentado cineasta sirio Ossama Mohammed en colaboración con Wiam Simav Bedirxan, estrenada en la Selección oficial del Festival de Cannes, y recibió el reclamo crítico más alto por los principales puntos de venta, como Le Monde y Variety. El éxito de Nyrabia en 2014 fue destacado por el show de la CBS 60 Minutes el 15 de diciembre de 2014.
Nyrabia sirvió en los jurados de muchos festivales de cine internacionales y fondos, incluyendo el Festival Internacional de Cine Documental de Ámsterdam (IDFA), Prince Claus Fund y Dok Leipzig, entre otros. También trabajó como tutor de documentales en varios talleres de prestigio, como el Festival Internacional de Cine Documental de Ámsterdam (IDFA) y el taller de documentales Encounters en Ciudad del Cabo, Sudáfrica.. En junio de 2017, Nyrabia, junto con su compañera Diana El Jeiroudi, fueron los primeros sirios que fueron invitados como miembros de la Academia de Artes y Ciencias Cinematográficas.

## Activismo
Se sabe que el papel de Nyrabia en la redacción del Llamamiento internacional de cineastas sirios a fines de abril de 2011, que es la primera declaración pública de un grupo profesional en el levantamiento sirio, es central. La convocatoria fue firmada por más de 70 cineastas sirios, invitando a cineastas de todo el mundo a unirse para exigir democracia a Siria. Estrellas como Juliette Binoche, Mohsen Makhmalbaf. Mike Leigh se encontraban entre más de mil profesionales del cine internacional que se unieron a la llamada.
Se ha informado que Nyrabia ha sido una de las personas secretas detrás de la organización revolucionaria más famosa de Siria, "Comités de coordinación local de Siria", sin embargo, los detalles de dicho trabajo están ocultos por la organización, por razones de seguridad. Los medios árabes elogiaron a Nyrabia por su papel en el trabajo humanitario, principalmente a los civiles desplazados de Homs.
Se sabe que Nyrabia trabajó estrechamente con renombradas figuras y activistas de la oposición siria, como Riad Seif y Razan Zaitouneh. El padre de Nyrabia, Mouaffaq Nyrabia, es también un conocido disidente político, previamente detenido por las autoridades sirias, y actualmente la Coalición Nacional para las Fuerzas de la Oposición y la Revolución Siria es representativa en la Unión Europea.
Desde que Razan Zaitouneh fue secuestrada a finales de 2013 en Douma, cerca de Damasco, por un grupo desconocido de extremistas, Orwa se convirtió en la Directora interina temporaria de la organización que fundó y dirigió el "Centro de Documentación de Violaciones en Siria (VDC)

### Secuestro - detención
Según los informes, Nyrabia fue arrestado en el Aeropuerto Internacional de Damasco por autoridades sirias, el 23 de agosto de 2012. Su familia perdió contacto con él, poco antes de que se suponía que debía abordar un vuelo de EgyptAir a El Cairo. Y, la compañía aérea confirmó que Nyrabia no embarcó en su vuelo. Según informes, fue liberado el 12 de septiembre.
Más tarde, Nyrabia anunció en su página personal Facebook que la inteligencia militar siria era responsable de su detención. Nyrabia fue lanzado después de una campaña de cineastas internacionales por su libertad, en la que miles de profesionales del cine de todo el mundo exigieron su libertad en los medios. Entre ellos se incluyen a Robert De Niro, Robert Redford, Charlotte Rampling, Kevin Spacey, Juliette Binoche y muchos otros. La campaña fue un raro ejemplo de presión exitosa sobre el gobierno sirio, ya que fue la razón por la que fue liberado sin cargos. Tras su lanzamiento, Nyrabia publicó una carta de agradecimiento a todos los que participaron en la campaña.

### Apariciones públicas y televisivas
- Inside Homs, una historia de la CBS - 60 Minutes, con Bob Simon, sobre recientes filmes de Nyrabia, dic de 2014.
- Syria: Beyond the Red Line, panel con Jonathan Littell, del Frontline Club, Londres, mayo de 2015.
- Homs and Filmmaking A radio interview with NPR in Washington DC, enero de 2014.
- Media and Civil Society in Syria's Evolving Conflict, charla en la New America Foundation, Washington DC, abril de 2014.
- Sundance Film Festival Ceremonia de Premiación, discurso de aceptación en Park City, UT, enero de 2014.
- Return to Homs Q&A, charla en Curzon Soho en Londres, julio de 2014.
- Entrevista de televisión, entrevista con France24 en Agadir, mayo de 2013 (en árabe).
- EDOC Entrevista en Quito, mayo de 2014.
- Una tregua en Homs, hablando con la CNN, mayo de 2014.]
- Panel sobre Siria, en Oslo Frontline Club, feb de 2014.]
- Charla sobre Siria, en Estocolmo, Instituto Sueco del Cine, agosto de 2014.]

### Entrevistas de prensa
- Amid The Debris of Homs, entrevista con Rick Gladstone del New York Times, feb 2014.
- Syrian filmmaker Orwa Nyrabia speaks ..., entrevista con Mark Jenkins del Washington Post, abril de 2014.
- La plus grosse fiction de toute ma vie, entrevista con Claire Talon de Le Monde, oct de 2012 (en francés).
- Orwa Nyrabia por Pamela Cohn, entrevista en BOMB Magazine, oct de 2014. Archivado el 21 de octubre de 2017 en Wayback Machine.
- OZY talks to Award-winning Sryrian Filmmaker Orwa Nyrabia, entrevista en OZY Media, abril de 2014.
- Orwa Nyrabia Miembro del Mes, entrevista con la Red Europea de Documentales, junio de 2015. Archivado el 3 de febrero de 2016 en Wayback Machine.

- Datos: Q7105275